# Emiratos Árabes Unidos en los Juegos Olímpicos de Río de Janeiro 2016
Emiratos Árabes Unidos participa en los Juegos Olímpicos de 2016 en Río de Janeiro, Brasil, del 5 al 21 de agosto de 2016, con un total de 13 atletas en 6 disciplinas y 12 diferentes pruebas deportivas.
La nadadora Nada Al-Bedwawi fue la abanderada durante la ceremonia de apertura.

## Medallero
| Nombre      | Deporte | Competición |
| ----------- | ------- | ----------- |
| Bronce      |         |             |
| Sergiu Toma | Judo    | –81 kg M    |